# Jolanta Nawrot
Jolanta Nawrot-Sprysak (ur. 1992 we Wrześni) – polska poetka.
Debiutowała tomikiem Płonące główki, stygnące stópki (WBPiCAK, Poznań 2015), wydanym jako nagroda w Konkursie Poetyckim im. Klemensa Janickiego. Otrzymała za niego wyróżnienie w XII Konkursie Literackim im. Artura Fryza „Złoty Środek Poezji” (Kutno 2016). Laureatka Stypendium Artystycznego Miasta Poznania (2018), w ramach którego ukazały się jej dwie kolejne książki poetyckie: Nagliki i Katalog win (WBPiCAK, Poznań 2019). W 2023 roku wydała kolejny tomik: Yeti, Maria Magdalena i niemowlę (Wydawnictwo Ostatnia Sobota Lata, Warszawa 2023).
Publikowała w czasopismach kulturalno-literackich, m.in. w „Czasie Kultury”, „Kontencie”, „Wakacie”, „EleWatorze”, „Tlenie Literackim” i w „Inter-. Literatura-Krytyka-Kultura”, oraz w antologiach poetyckich – Grała w nas gra. Antologia wierszy ludzi przełomowych (FKA, Poznań 2017), Antologia debiutów poetyckich 2015 (K. I. T. Stowarzyszenie Żywych Poetów, Brzeg 2016), Wyjustowani. Antologia młodych twórców (Wydawnictwo Naukowe Uniwersytetu Mikołaja Kopernika, Toruń 2018). Nagradzana i wyróżniana w ogólnopolskich konkursach poetyckich (m.in. II nagroda w XIV Ogólnopolskim Konkursie Poetyckim im. Michała Kajki 2018, wyróżnienie w XXVI Ogólnopolskim Konkursie Poetyckim „O liść konwalii” im. Zbigniewa Herberta 2012, wyróżnienie w XLV Ogólnopolskim Konkursie Poetyckim Jesienna Chryzantema 2019, nominacja w 8. Konkursie Poetyckim Fundacji Duży Format 2020).
Współautorka książki Ocalone, nieuśmierzone. O twórczości Włodzimierza Odojewskiego (razem z Wiesławem Ratajczakiem, seria Biblioteki Krytyki Literackiej Kwartalnika „Nowy Napis”, Warszawa-Kraków 2019) i redaktorka publikacji Jak zostać krytykiem i nie zwariować (Wydawnictwo Rys, Poznań 2016).